# Kulindapteryx
Kulindapteryx ukureica is een plantenetende ornithischische dinosauriër, behorend tot de Euornithopoda, die tijdens het late Jura leefde in het gebied van het huidige Rusland.
De typesoort Kulindapteryx ukureica is in 2014 benoemd en beschreven door Wladimir Alifanow en Sergej Saweljow. De geslachtsnaam verbindt een verwijzing naar de vindplaats Koelinda met een Oudgrieks πτέρυξ, pteryx, "vleugel", een verwijzing naar een veerachtige lichaamsbedekking. De soortaanduiding verwijst naar de stad Oekoerei in de Transbaikal.
Fossielen van Kulindapteryx zijn gevonden in lagen van de Oekoereiskformatie die vermoedelijk  dateert uit het Tithonien. Het holotype is PIN, no. 5434/25 (a, b), een voorste staartwervel, zitbeen en schaambeen op een plaat en tegenplaat. De fossielen zijn zo goed bewaard gebleven dat ook resten van een haarachtige bedekking te zien zijn. De goede conservering is een gevolg van de vulkaanas waaruit de afzettingen bestaan, aangetroffen bij de oevers van de rivier de Olow.
De beschrijvers gaven enkele onderscheidende kenmerken aan. De procesus praepubicus is kegelvormig. Het foramen obturatum is relatief groot. De schacht van het zitbeen is sterk ingesnoerd onder het hoofdlichaam. Het hoofdlichaam en de schacht van het zitbeen maken een hoek van 30° met elkaar. De zitbeenderen hebben lange takken richting de schaambeenderen; meer naar beneden heeft hun voorrand een hoekig uitsteeksel op een kwart van de lengte van de schacht. Ter hoogte van de punten van die uitsteeksels staan de zitbeenderen ver uit elkaar; meer naar beneden naderen ze elkaar geleidelijk.
De lichaamsbedekking zou gevormd zijn uit schubben met een afgerond bovenste uiteinde die naar onderen toe uitlopen in borstels.
Kulindapteryx is in de Jeholosauridae geplaatst.
Volgens rivaliserende onderzoekers is Kulindapteryx identiek aan de gelijktijdig benoemde Daurosaurus. Deze onderzoekers gebruiken voor het gezamenlijke materiaal de naam Kulindadromeus maar dat is een jonger synoniem. 